# Waage (Tierkreiszeichen)

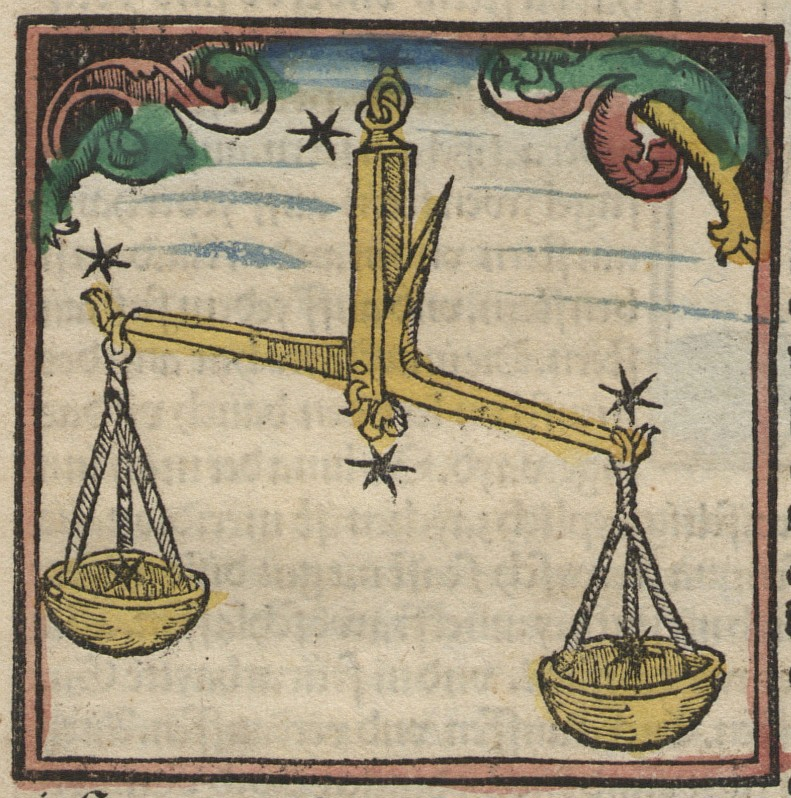
Die Waage in einem Werk des Regiomontanus.

Astrologisches Symbol der Waage

Das Tierkreiszeichen Waage (altgriechisch ζυγὁς Zygós, lateinisch Libra) entspricht dem siebten Abschnitt des Tierkreises von 180° bis 210° ekliptikaler Länge ab dem Frühlingspunkt.
Die Sonne befindet sich im Mittel in der Zeit zwischen 24. September und 23. Oktober in diesem Zeichen. Aufgrund der Wanderung des Frühlingspunktes entspricht das Tierkreiszeichen Waage heute nicht mehr dem Sternbild Waage. Im Sternbild Waage befindet sich die Sonne ungefähr in der Zeit zwischen 31. Oktober und 23. November.
Nach dem Tetrabiblos des Claudius Ptolemäus
- ist die Waage männlich (I.12) und
- die Venus ist Herrscherin des Zeichens (I.17), und
- der Saturn ist in der Waage erhöht (I.19).

Als melothesische Entsprechung wurden der Waage in der antiken Iatroastrologie die Körperteile Nabel, Lenden und Gesäß sowie unter den Organen die Niere zugeordnet. Die zugeordnete Gottheit war Vulcanus.
Mit Wassermann und Zwillingen bildet die Waage das Trigon des Elements Luft und mit Steinbock, Widder und Krebs das Quadrat der vier tropischen oder Kardinalzeichen.
Das Tierkreiszeichen war bereits Teil der babylonisch-assyrischen MUL.APIN-Serie Weg des Mondes, der 18 astronomische Konstellationen umfasst, dort benannt als „Waage“ (RIN). Die Griechen übernahmen das Zeichen der Waage mit dem babylonischen Beinamen „Scheren [des Skorpions]“ (χηλαι), erst die Römer übernahmen die Waage von den Chaldäern.
Dargestellt wird das Zeichen seit der Antike als einfache Waage mit zwei durch einen Waagbalken verbundenen Waagschalen. Das astrologische Symbol ist möglicherweise ägyptischen Ursprungs, da die Waage dort in astrologischen Texten mit dem Wort für Horizont bezeichnet wurde.
Das Unicode-Zeichen für das Symbol ist U+264E (♎).